# Hans Weil-Alvaron
Hans Weil-Alvaronfödd 1902 i Frankfurt am Main, död 1998, var en tysk-svensk uppfinnare, skulptör  och hologramkonstnär. 
Weil-Alvaron arbetade huvudsakligen med kinetisk-optiska reliefer och olika former av hologram, Han medverkade i Liljevalchs konsthalls utställning aspect med den optiska skulpturen Skuggreliefmur och Variabler i plexiglas. Han ansåg att bilden är inte utan den tillkommer ständigt och genom betraktarens egna rörelser skall bilden förändras som framkallar funktionsförlopp som betraktaren skall fascineras av. Weil-Alvaron är representerad vid Arkiv för konstruktiv konst i Stockholm. Som uppfinnare fick han patent i ett antal länder för en föregångare till holografin 1937 och 1940 lämnade han in en patentansökan för fiberoptik för medicinsk diagnostik samt patent på förbättringar av luftkuddefartyg 1957. Han blev hedersmedlem i Svenska Uppfinnareföreningen 1992.    